# Saint-Cast-le-Guildo
 Saint-Cast-le-Guildo  (en bretón Sant-Kast-ar-Gwildoù) es una población y comuna francesa, situada en la región de Bretaña, departamento de Côtes-d'Armor, en el distrito de Dinan y cantón de Matignon.

## Demografía
| 3041 | 3087 | 3105 | 3165 | 3093 | 3187 |
| Para los censos de 1962 a 1999 la población legal corresponde a la población sin duplicidades (Fuente: INSEE [Consultar]) |      |      |      |      |      |